# Joël Quiniou
(Hristo Stoičkov)
Joël Quiniou (Parigi, 17 novembre 1950) è un ex arbitro di calcio francese.

## Biografia
È uno dei 19 fischietti ad aver preso parte a ben tre edizioni del Campionato mondiale di calcio: al Campionato mondiale di calcio 1986 fu selezionato per dirigere Scozia-Uruguay; nel 1990 diresse Italia-Cecoslovacchia, l'ottavo di finale Argentina-Brasile, e la finale per il terzo posto a Bari Italia-Inghilterra; al Campionato mondiale di calcio 1994 gli toccarono, durante la fase a gruppi, Svezia-Russia, Germania-Corea del Sud, l'ottavo di finale Brasile-Stati Uniti e la semifinale Bulgaria-Italia, dove negò un rigore alla Bulgaria per un fallo di mano volontario di Costacurta.
Ha detenuto il record di gare arbitrate ai mondiali (8), in coabitazione con l'uruguayano Jorge Larrionda e il messicano Benito Archundia, prima di essere superato, nel luglio 2014, dall'uzbeko Ravshan Irmatov (9). Fu designato per le Olimpiadi di Los Angeles 1984 (gara tra USA e Costa Rica 3-0) e dei mondiali under 20 in URSS nel 1985. A livello di competizioni per clubs, nel 1989 arbitrò la finale di andata di Supercoppa europea tra Barcellona e Milan, nel 1991 la finale di Coppa UEFA tra Inter e Roma, e nel 1993 la finale di Coppa Intercontinentale tra San Paolo e Milan. Nel novembre 1994 diresse la sua ultima gara a livello internazionale in occasione della sfida tra Italia e Croazia, valida per le qualificazioni europee. Per ben tre volte (nel 1991, nel 1993 e nel 1994) si è piazzato al secondo posto nella tradizionale classifica stilata dalla IFFHS, relativa al migliore arbitro dell'anno. Vanta anche la direzione in una semifinale di Coppa delle Coppe (nel 1991) ed in una semifinale di Coppa UEFA (nel 1987). Nel 1995 la FIFA gli conferisce il prestigioso FIFA Special Award. Successivamente collabora con Canal+ e L'Équipe in veste di commentatore.